# Attenhofen (powiat Kelheim)
Attenhofen – miejscowość i gmina w Niemczech, w kraju związkowym Bawaria, w rejencji Dolna Bawaria, w regionie Landshut, w powiecie Kelheim, wchodzi w skład wspólnoty administracyjnej Mainburg. Leży około 30 km na południe od Kelheim.

## Dzielnice
W skład gminy wchodzą następujące dzielnice: Attenhofen, Oberwangenbach, Pötzmes i Walkertshofen.

## Demografia
| Rok  | Liczba mieszk. |
| ---- | -------------- |
| 1970 | 1 046          |
| 1987 | 1 055          |
| 2000 | 1 289          |